# Kari Virta

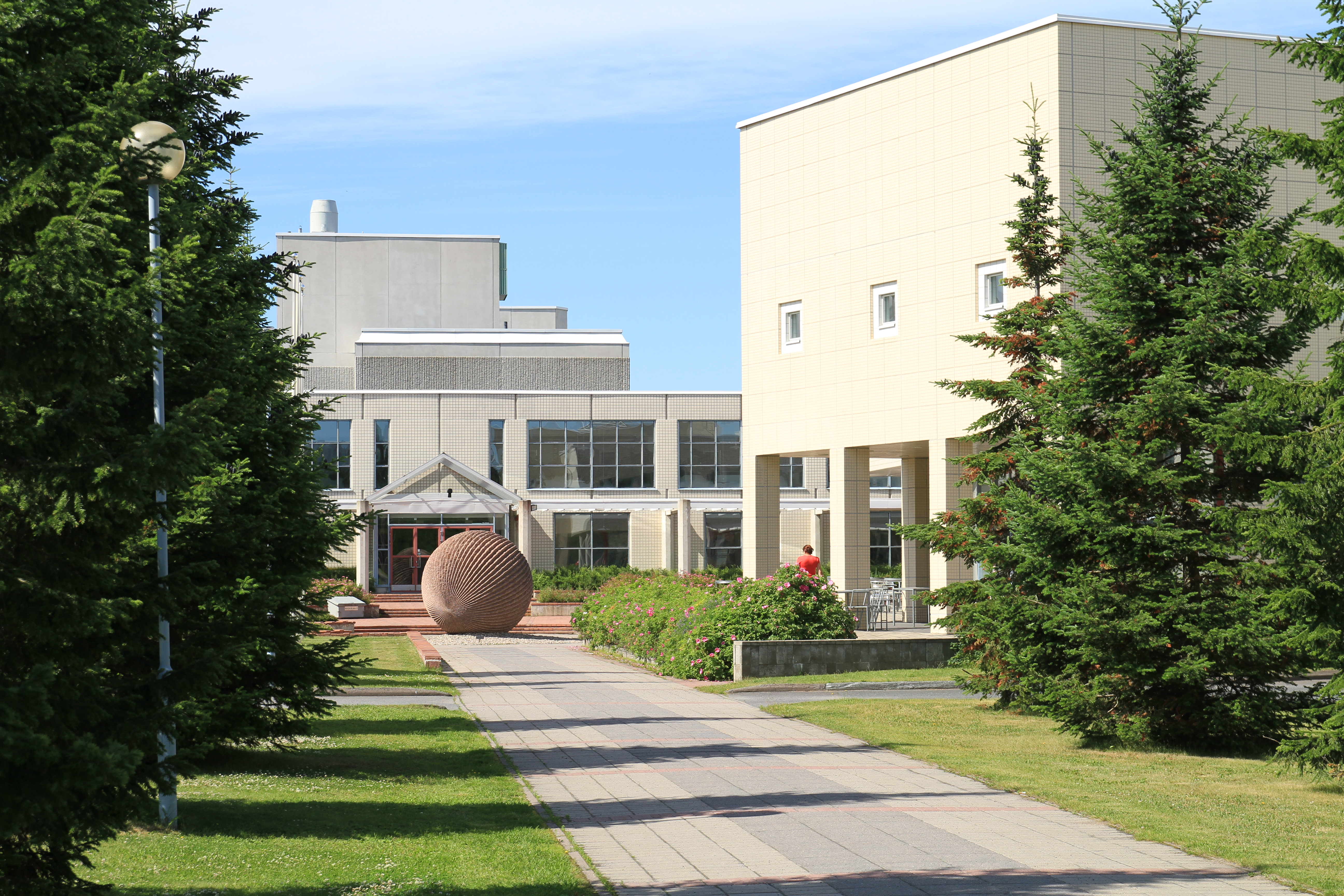
Uleåborgs universitet i Linnanmaa.

Kari Virta, född 3 februari 1932 i Helsingfors, död där 6 maj 2014, var en finländsk arkitekt. 
Virta blev student 1950 och utexaminerades från Tekniska högskolan i Helsingfors 1957. Han samarbetade med Timo Penttilä från 1959, varefter han 1962 startade egen praktik. Denna bedrevs från 1997 tillsammans med arkitekterna Kari Palaste (född 1950) och Eino Leinonen (född 1949). 
Virta räknas till främsta arkitekterna inom 1960-talets finländska modernism. Hans främsta verk utgörs av en lång serie byggnader vid Uleåborgs universitet, av vilka de flesta tillkom efter segrar i arkitekttävlingar. Till dem hör universitetets campusbyggnader i Linnanmaa (i sex skeden 1968–1993), botaniska trädgården (1983), universitetsbiblioteket (1987), huvudbyggnaden (1998) samt byggnaderna för elektronik och informationsteknik (2002–2004). Den långa tidsrymden återspeglar de arkitektoniska strömningarna från sextiotalets rationella betongarkitektur till 1980-talets postmodernism och senare årtiondens glas- och stålarkitektur. Han ritade även Kuopio universitetssjukhus (1972–1995) och kemiska fakultetens byggnader (1995) vid Helsingfors universitet. Han tilldelades professors titel 1991.

## Utmärkelser
- Riddartecknet av I klass av Finlands Vita Ros’ orden[1]

[Redigera Wikidata]